# Édouard Frère
Pour les articles homonymes, voir Frère (homonymie).
Édouard-Benjamin Frère, né le 27 septembre 1797 à Rouen, où il est mort le 7 avril 1874, est un libraire, archiviste, historien et bibliographe français.

## Biographie
Fils et petit-fils d'éditeurs, son éducation lui ouvrait toutes les carrières libérales. Mais Édouard Frère montre dès sa jeunesse un goût irrésistible pour les livres auquel il reste fidèle jusqu’à la mort. Breveté libraire en 1827, il succède à son père, Jacques-Christophe Frère, à la tête de la maison d'édition ("librairie" comme on disait alors), presque séculaire, que ce dernier exploitait à Rouen, sur le port. Dibdin en parle en termes humoristiques dans son Voyage bibliographique, archéologique et pittoresque en France, traduit de l’anglais par Théodore Licquet. 
Édouard Frère est, au moins jusqu'en 1842, l'un de ces éditeurs érudits et appliqués qui rendent autant de services aux lettres que les écrivains. Il poursuit les traditions des éditeurs rouennais les plus renommés en entreprenant d’importantes publications, toutes relatives à la Normandie, sans reculer devant les sacrifices souvent considérables qu’elles imposent à sa fortune. Pour illustrer ces ouvrages, il recourt maintes fois à la main fine et délicate d’Eustache-Hyacinthe Langlois, dont il aime le style et encourage le talent. De cet auteur - qui dessina Flaubert enfant et dont Baudelaire suggéra (vainement) de s'inspirer de son ouvrage sur les Danses des morts pour le frontispice de la deuxième édition des Fleurs du mal - il publie notamment l'Essai historique et descriptif sur la peinture sur verre ancienne et moderne (1832) et l'Essai sur les Énervés de Jumièges (1838).
En 1842, Frère vend sa maison d'édition à Auguste Lebrument, auquel il avait été pour un temps associé. Passionné pour les traditions et les annales locales, il fait paraître successivement des notices érudites sur divers points de l’histoire de Normandie, et notamment sur les éditeurs et les livres anciens. Puis Édouard Frère s’attèle à la rédaction du monumental Manuel du Bibliographe normand, produit de ses immenses recherches et de renseignements communiqués par plusieurs savants normands et qui lui prit cinq ans à compléter. Publié en deux volumes (1858 et 1860 respectivement), réimprimé notamment à New York en 1964, cet ouvrage de référence fait toujours autorité en bibliographie.
Nommé en 1846 secrétaire-archiviste de la chambre de commerce de Rouen, Frère avait rendu dans ces fonctions des services importants au commerce maritime et industriel de sa région. Son instruction étendue, son application constante, son discernement et son esprit de sagesse étaient appréciés par les membres de la Chambre de Commerce qui recouraient à ses lumières et à son expérience. 
Frère avait été admis à l'Académie de Rouen en 1845. Il en fut l’un des membres les plus assidus, enrichissant chaque année son précis ou ses archives de travaux d’un mérite et d’un intérêt unanimement reconnus. Ses recherches sur les premiers temps de l’imprimerie en Normandie, sa notice sur l’imprimerie et la librairie à Rouen aux XVe et XVIe siècles, ses considérations sur les origines typographiques, une Histoire complète de l’imprimerie en Normandie, le Catalogue raisonné des manuscrits normands de la Bibliothèque de Rouen, etc., montrent la prédilection portée par Frère à ce qui se rattachait aux livres; mais celle-ci n’était pas exclusive, et il faisait de temps à autre des excursions dans le domaine des lettres. Dès 1832 il avait publié les Fragments littéraires de Jeanne Grey, la "reine de neuf jours". Suivirent une notice sur les ménestrels en France et en Angleterre, sur la littérature scandinave, une page de l’histoire des Palinods. Cette dernière production marqua son année de présidence, l’Académie de Rouen l’ayant appelé à diriger ses travaux en 1867.
En 1869, ses connaissances et ses travaux amènent Frère à la direction de la bibliothèque municipale de Rouen, laissée vacante par la mort du grand ami de Flaubert, Louis Bouilhet. Pendant les quelques années qu’il y reste, il se livre à un travail des plus étendus. Il s’occupe de compléter le classement et de réviser, en l’augmentant de notes nombreuses, le catalogue du dépôt remis entre ses mains. Dans une vie de soixante-seize ans, Frère ne connut pas un instant de relâche. La mort vint le surprendre en 1874, alors qu'il venait de terminer l’impression du Catalogue des manuscrits de la Bibliothèque municipale de Rouen, relatifs à la Normandie.
Fils de Jacques-Christophe Frère (1765-1852) et de Marguerite Thérèse Couet (née vers 1760), Édouard Frère avait épousé en 1827 Noémi Tardieu (1809-1891). De leur union naquirent Prudence (1829-1910), Henri (1836-1903, avocat à la cour de Rouen, maire de la commune de Mont-Saint-Aignan, polygraphe) et Samuel (1845-1931, peintre paysagiste, polygraphe et critique musical). Par descendance de son fils Henri, il est l'aïeul d'Étienne Frère, auteur d'une monographie consacrée à Louis Bouilhet, le bisaïeul du compositeur Georges Taconet et le quadrisaïeul du chercheur et bibliographe Édouard Graham. L'une des petites-filles d'Édouard Frère, Élisabeth, épousa le médecin et bibliographe rouennais René Helot.
Édouard-Benjamin Frère était membre de la Société libre d'émulation de la Seine-Inférieure depuis 1828, ainsi que de la Société des antiquaires de Normandie et de la Société des bibliophiles normands. Sa bibliothèque fut dispersée aux enchères à Rouen l'année même de sa mort, en 1874. 

## Publications

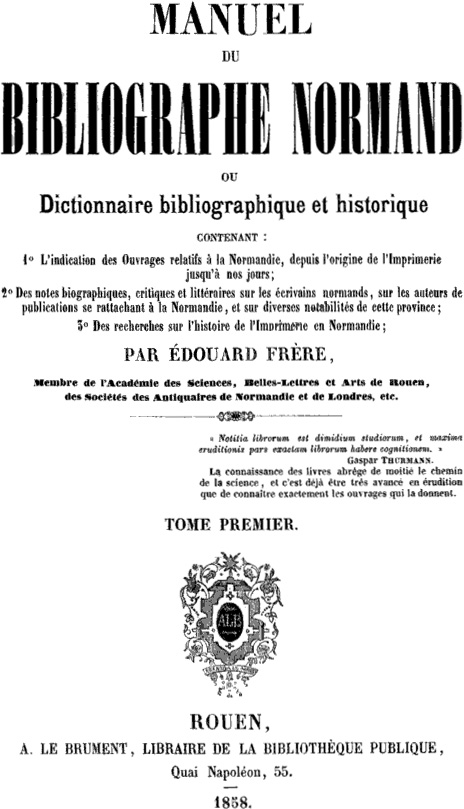
Page de titre de l’édition princeps du Manuel du Bibliographe normand d’Édouard Frère.

- Recherches sur les premiers temps de l’imprimerie en Normandie, Édouard Frère, 1829
- Fragmens littéraires de lady Jeanne Grey, reine d'Angleterre, traduits en français et précédés d'une notice sur la vie et les écrits de cette femme célèbre, par Édouard Frère, ... Édouard Frère, 1832
- Voyage historique et pittoresque de Rouen à Paris, et de Paris à Rouen, sur la Seine, en bateau à vapeur, par un Rouennais, Édouard Frère, 1837; rééd. 1838, 1839, 1842
- De l’imprimerie et de la librairie à Rouen, dans les XVe et XVIe siècles, et de Martin Morin, célèbre imprimeur rouennais, Le Brument, 1843
- Guide de l’étranger dans Rouen. Extrait de l’itinéraire de Th. Licquet, Le Brument, 1843
- Guide du voyageur en Normandie, ou description historique, pittoresque, monumentale et statistique des principales routes qui traversent cette province, Le Brument, 1844
- Coup d'oeil sur les ménestrels en France et en Angleterre, impr. de A. Péron, 1846
- Considérations sur les origines typographiques, Péron, 1849
- Notice sur la vie et les travaux de Marc-Isambert Brunel, Péron, 1850
- Rouen; son histoire, ses monuments et ses environs. Guide nécessaire aux voyageurs pour bien connaître cette capitale de la Normandie et les localités voisines les plus intéressantes ; suivi de notices sur Dieppe et Arques, Le Brument, 1857, rééd. 1861
- Manuel du bibliographe normand; ou, Dictionnaire bibliographique et historique contenant : l’indication des ouvrages relatifs à la Normandie, depuis l’origine de l’imprimerie jusqu’à nos jours ; des notes biographiques, critiques et littéraires sur les écrivains normands, sur les auteurs de publications se rattachant à la Normandie, et sur diverses notabilités de cette province ; des recherches sur l’histoire de l’imprimerie en Normandie, A. Le Brument, 1858-1860. Réimpressions : New York, Franklin 1964; Paris, Librairie Guénéguaud, 1964; rééd. Genève, Slatkine Reprints, 1971
- Notes pour servir à la bibliographie et à l'histoire littéraire de la Normandie au Moyen Age, Typographie de F. et A. Lecointe frères, 1858
- Rouen au dix-septième siècle, par Jacques Gomboust, ingénieur du roi en 1655. Précédé d'une notice (...) par Édouard Frère , Le Brument, 1861
- Discours de l’entrée de Louis XIV en sa ville de Rouen, capitale de la province et du duché de Normandie, et séjour qu’il y fit en février 1650 (...) précédé d'une notice par Edouard Frère, imp. de H. Boissel, 1863
- Funérailles de Georges d'Amboise, archevêque de Rouen, cardinal, légat du pape, ministre de Louis XII, et gouverneur de la Normandie : célébrées à Lyon et à Rouen du 25 mai au 20 juin 1510 (...) avec une introduction par Edouard Frère, Boissel, 1864
- Note sur Pierre Corneille, considéré à tort comme l'auteur du poème "L'Occasion perdue recouverte", Boissel, 1864
- Des livres de liturgie des églises d’Angleterre (Salisbury, York, Hereford), imprimés à Rouen dans les XVe et XVIe siècles : étude suivie du catalogue de ces impressions, de 1492 à 1557, avec des notes bibliographiques, Le Brument, 1867
- Une séance de l’Académie des Palinods en 1640, discours prononcé le 7 août 1867 dans la séance solennelle de l'Académie des sciences, belles-lettres et arts de Rouen (...), Le Brument, 1867
- Catalogue des livres rares et curieux, la plupart concernant la Normandie, Métérie, 1874
- Catalogue des manuscrits relatifs à la Normandie, précédé d’une notice sur la formation de la Bibliothèque et ses accroissements successifs, Boissel, 1874

Sauf mention particulière, les ouvrages précités ont été publiés à Rouen. 